# Erling Kongshaug
Erling Asbjørn Kongshaug (* 22. März 1915 in Oslo; † 14. September 1993 in Bærum) war ein norwegischer Sportschütze. 1952 war er Olympiasieger und Weltmeister im Dreistellungskampf mit dem Kleinkalibergewehr.

## Sportliche Karriere
Bei den ersten Weltmeisterschaften im Sportschießen nach dem Zweiten Weltkrieg 1947 in Stockholm gewann der Schwede Holger Erben den Wettbewerb im Stehendschießen mit dem Kleinkalibergewehr, dahinter erhielten die Norweger Mauritz Amundsen und Erling Kongshaug Silber und Bronze. Im Mannschaftswettbewerb siegten die Norweger. Zwei Jahre später bei den Weltmeisterschaften in Buenos Aires siegte der Finne Pauli Janhonen im Stehendschießen vor Erling Kongshaug und Holger Erben. In dieser Disziplin wurde 1949 kein Mannschaftswettbewerb ausgetragen. Im Dreistellungskampf siegte ebenfalls Pauli Janhonen, Kongshaug erhielt Bronze hinter Arthur Cook aus den Vereinigten Staaten, die norwegische Mannschaft gewann in dieser Disziplin Bronze. Im Juli 1952 fanden in Helsinki die Olympischen Sommerspiele 1952 statt. Kongshaug siegte im Dreistellungskampf vor dem Finnen Vilho Ylönen. Beide hatten 1164 Punkte erreicht, Kongshaug hatte mit 53 Schüssen das Zentrum getroffen gegenüber 49 Zentrumstreffern von Ylönen und erhielt deshalb Gold. Im Liegendschießen erreichte er den 14. Platz. Kongshaug nahm auch am Wettbewerb mit dem Freien Gewehr auf 300 Meter teil und wurde hier Elfter. Zwei Wochen nach den Olympischen Spielen wurden in Oslo die Weltmeisterschaften ausgetragen. Kongshaug siegte sowohl im Dreistellungskampf als auch in der Stehend-Position. Die norwegische Mannschaft gewann Bronze im Dreistellungskampf und in der Kniend-Position.
1954 bei den Weltmeisterschaften in Caracas gewann Kongshaug Mannschaftsbronze im Dreistellungskampf und in der Kniend-Position sowie Mannschaftssilber in der Liegend-Position und in der Stehend-Position. 1955 siegte Kongshaug bei den Europameisterschaften mit dem Kleinkalibergewehr in der Disziplin English Match, 60 Schuss liegend auf 50 und 100 Meter, sowohl im Einzel- als auch im Mannschaftswettbewerb. Bei den Olympischen Spielen 1956 in Melbourne erreichte Kongshaug den siebten Platz in der Liegend-Position und den 15. Platz im Dreistellungskampf. Vier Jahre später nahm er auch an den Olympischen Spielen 1960 in Rom teil und belegte Platz 22 im Liegendschießen und Platz 38 im Dreistellungskampf.